# 達瑟爾鎮區 (明尼蘇達州米克縣)
達瑟爾鎮區（英語：Dassel Township）是位於美國明尼蘇達州米克縣的一個行政鎮區。

## 地方資料
達瑟爾鎮區的面積為88.30平方千米，當中陸地面積為77.98平方千米，而水域面積為10.32平方千米。根據2020年美國人口普查的數據，當地共有人口1601人，而人口密度為每平方千米18.13人。